# Freeport (Teksas)
Freeport je grad u američkoj saveznoj državi Teksas. Prema popisu stanovništva iz 2010. u njemu je živjelo 12.049 stanovnika.

## Poznate osobe
- Jaleen Smith, američki košarkaš hrvatske reprezentacije